# Couvains
|  | Per a altres significats, vegeu «Couvains (Orne)». |

Couvains és un municipi francès al departament de la la Mànega i de la regió de Normandia. L'any 2007 tenia 429 habitants.

## Demografia

### Població
El 2007 la població de fet de Couvains era de 429 persones. Hi havia 170 famílies de les quals 38 eren unipersonals (19 homes vivint sols i 19 dones vivint soles), 54 parelles sense fills, 70 parelles amb fills i 8 famílies monoparentals amb fills.
La població ha evolucionat segons el següent gràfic:

### Habitatges
El 2007 hi havia 194 habitatges, 171 eren l'habitatge principal de la família, 17 eren segones residències i 6 estaven desocupats. 191 eren cases i 1 era un apartament. Dels 171 habitatges principals, 130 estaven ocupats pels seus propietaris, 38 estaven llogats i ocupats pels llogaters i 3 estaven cedits a títol gratuït; 1 tenia una cambra, 6 en tenien dues, 16 en tenien tres, 45 en tenien quatre i 104 en tenien cinc o més. 125 habitatges disposaven pel capbaix d'una plaça de pàrquing. A 71 habitatges hi havia un automòbil i a 93 n'hi havia dos o més.

### Piràmide de població
La piràmide de població per edats i sexe el 2009 era:
| Homes | Edats   | Dones |
| ----- | ------- | ----- |
| 0     | 95 o +  | 0     |
| 0     | 90 a 94 | 0     |
| 0     | 85 a 89 | 4     |
| 0     | 80 a 84 | 8     |
| 8     | 75 a 79 | 8     |
| 8     | 70 a 74 | 12    |
| 12    | 65 a 69 | 16    |
| 4     | 60 a 64 | 4     |
| 8     | 55 a 59 | 8     |
| 28    | 50 a 54 | 24    |
| 16    | 45 a 49 | 12    |
| 28    | 40 a 44 | 20    |
| 0     | 35 a 39 | 8     |
| 8     | 30 a 34 | 4     |
| 12    | 25 a 29 | 20    |
| 8     | 20 a 24 | 0     |
| 32    | 15 a 19 | 4     |
| 12    | 10 a 14 | 8     |
| 8     | 5 a 9   | 8     |
| 12    | 0 a 4   | 0     |

## Economia
El 2007 la població en edat de treballar era de 288 persones, 218 eren actives i 70 eren inactives. De les 218 persones actives 202 estaven ocupades (112 homes i 90 dones) i 16 estaven aturades (9 homes i 7 dones). De les 70 persones inactives 36 estaven jubilades, 21 estaven estudiant i 13 estaven classificades com a «altres inactius».

### Ingressos
El 2009 a Couvains hi havia 174 unitats fiscals que integraven 453 persones, la mediana anual d'ingressos fiscals per persona era de 16.896 €.

### Activitats econòmiques
Dels 19 establiments que hi havia el 2007, 2 eren d'empreses alimentàries, 3 d'empreses de fabricació d'altres productes industrials, 5 d'empreses de construcció, 4 d'empreses de comerç i reparació d'automòbils, 1 d'una empresa de transport, 1 d'una empresa financera, 1 d'una empresa immobiliària i 2 d'empreses de serveis.
Dels 3 establiments de servei als particulars que hi havia el 2009, 1 era un paleta, 1 guixaire pintor i 1 lampisteria.
L'únic establiment comercial que hi havia el 2009 era una fleca.
L'any 2000 a Couvains hi havia 28 explotacions agrícoles que ocupaven un total de 1.224 hectàrees.

## Poblacions properes
El següent diagrama mostra les poblacions més properes.